# Велоспорт на летних Олимпийских играх 2016 — спринт (мужчины)
Соревнования по велоспорту в спринте у мужчин на летних Олимпийских играх 2016 года прошли с 12 по 14 августа на олимпийском велодроме. В соревнованиях приняли участие 27 спортсменов из 16 стран.
Олимпийский чемпионом 2012 года в данной дисциплине британский велогонщик Джейсон Кенни смог защитить свой титул, победив в финале своего соотечественника Каллума Скиннера. По ходу соревнований Кенни уступил лишь в одном заезде, уступив в первой полуфинальной гонке будущему бронзовому призёру Игр россиянину Денису Дмитриеву. При этом в квалификационном раунде Кенни установил новый олимпийский рекорд.
Победив в спринте, Джейсон Кенни стал 5-кратным олимпийским чемпионом, догнав по количеству золотых наград соотечественника Брэдли Уиггинс, который двумя днями ранее стал чемпионом в командной гонке преследования. Также Джейсон Кенни продлил свою медальную серию на Олимпийских играх до 6. Британец становился олимпийским призёром во всех дисциплинах, в которых участвовал. 
Олимпийское золото Джейсона Кенни стало третьим подряд для сборной Великобритании в мужском спринте. В 2008 году олимпийским чемпионом стал Крис Хой, победивший в финале Кенни. При этом до Игр в Пекине велосипедистам 
из Великобритании ни разу не удавалось выиграть золото в мужском спринте, а последнее призовое место датировано 1948 годом, когда серебряную медаль завоевал Реджинальд Харрис.

## Призёры
| Золото                       | Серебро                       | Бронза                |
| Джейсон Кенни Великобритания | Каллум Скиннер Великобритания | Денис Дмитриев Россия |

## Рекорды
До начала летних Олимпийских игр 2016 года мировой и олимпийский рекорды были следующими:
| Мировой рекорд     | Франсуа Первис (FRA) | 9,347 | Агуаскальентес | 6 декабря 2013 |
| Олимпийский рекорд | Джейсон Кенни (GBR)  | 9,713 | Лондон         | 4 августа 2012 |

По ходу соревнований дважды был обновлён олимпийский рекорд, Сначала британец Каллум Скиннер завершил дистанцию квалификационного раунда за 9,703, а затем его соотечественник Джейсон Кенни преодолел 200 метров за 9,551, Также время превышающее предыдущий рекорд было и у австралийца Мэттью Глетцера (9,704),

## Расписание
| Дата       | Раунд                                                                           |
| ---------- | ------------------------------------------------------------------------------- |
| 12 августа | Квалификация Первый раунд Отборочные заезды                                     |
| 13 августа | Второй раунд Отборочные заезды Четвертьфинал Полуфинал Классификационные заезды |
| 14 августа | Финал Заезд за 3-е место                                                        |

## Результаты

### Квалификация
По результатам квалификации в стадию плей-офф выходили 18 быстрейших велогонщиков,
| Место | Спортсмен         | Страна            | Время  | Средняя скорость (км/ч) |
| ----- | ----------------- | ----------------- | ------ | ----------------------- |
| 1     | Джейсон Кенни     | Великобритания    | 9,551  | 75,384                  |
| 2     | Каллум Скиннер    | Великобритания    | 9,703  | 74,203                  |
| 3     | Мэттью Глетцер    | Австралия         | 9,704  | 74,196                  |
| 4     | Денис Дмитриев    | Россия            | 9,774  | 73,664                  |
| 5     | Грегори Боже      | Франция           | 9,807  | 73,416                  |
| 6     | Нджисан Филип     | Тринидад и Тобаго | 9,813  | 73,372                  |
| 7     | Дамиан Желиньский | Польша            | 9,823  | 73,297                  |
| 8     | Джеффри Хогланд   | Нидерланды        | 9,837  | 73,193                  |
| 9     | Сэм Уэбстер       | Новая Зеландия    | 9,880  | 72,874                  |
| 10    | Эдди Доукинс      | Новая Зеландия    | 9,895  | 72,764                  |
| 11    | Франсуа Первис    | Франция           | 9,898  | 72,741                  |
| 12    | Йоахим Айлерс     | Германия          | 9,908  | 72,668                  |
| 13    | Сюй Чао           | Китай             | 9,939  | 72,441                  |
| 14    | Павел Келемен     | Чехия             | 9,969  | 72,223                  |
| 15    | Рафал Сарнецкий   | Польша            | 9,980  | 72,144                  |
| 16    | Фабиан Пуэрта     | Колумбия          | 9,981  | 72,137                  |
| 17    | Патрик Констейбл  | Австралия         | 10,010 | 71,928                  |
| 18    | Максимилиан Леви  | Германия          | 10,035 | 71,748                  |
| 19    | Хуан Перальта     | Испания           | 10,055 | 71,606                  |
| 20    | Ган Дон Чин       | Республика Корея  | 10,092 | 71,343                  |
| 21    | Тео Бос           | Нидерланды        | 10,140 | 71,005                  |
| 22    | Им Чхве Бин       | Республика Корея  | 10,147 | 70,956                  |
| 23    | Сантьяго Рамирес  | Колумбия          | 10,199 | 70,595                  |
| 24    | Эрсони Канелон    | Венесуэла         | 10,239 | 70,319                  |
| 25    | Сэйитиро Накагава | Япония            | 10,241 | 70,305                  |
| 26    | Никита Шуршин     | Россия            | 10,418 | 69,111                  |
| 27    | Сесар Маркано     | Венесуэла         | 10,649 | 67,611                  |

### Первый раунд
В первом раунде противоборствующие пары формируются на основе квалификационных выступлений. Велогонщик, занявший 1-е место в первом раунде встречался с 18-м местом, 2-й с 17-м и.т.д. Для выхода в следующий раунд необходимо было первым пересечь финишную черту. Проигравшие велогонщики получили шанс пройти дальше через отборочный раунд.

| Спортсмен        | НОК            | Время  | Ср. скорость (км/ч) |
| ---------------- | -------------- | ------ | ------------------- |
| Джейсон Кенни    | Великобритания | 10,245 | 70,278              |
| Максимилиан Леви | Германия       | +0,066 | +0,066              |

| Спортсмен      | НОК       | Время  | Ср. скорость (км/ч) |
| -------------- | --------- | ------ | ------------------- |
| Мэттью Глетцер | Австралия | 10,299 | 69,909              |
| Фабиан Пуэрта  | Колумбия  | +0,058 | +0,058              |

| Спортсмен     | НОК     | Время  | Ср. скорость (км/ч) |
| ------------- | ------- | ------ | ------------------- |
| Грегори Боже  | Франция | 10,214 | 70,491              |
| Павел Келемен | Чехия   | +0,050 | +0,050              |

| Спортсмен         | НОК      | Время  | Ср. скорость (км/ч) |
| ----------------- | -------- | ------ | ------------------- |
| Дамиан Желиньский | Польша   | +0,041 | +0,041              |
| Йоахим Айлерс     | Германия | 10,428 | 69,044              |

| Спортсмен    | НОК            | Время  | Ср. скорость (км/ч) |
| ------------ | -------------- | ------ | ------------------- |
| Сэм Уэбстер  | Новая Зеландия | 10,159 | 70,873              |
| Эдди Доукинс | Новая Зеландия | +0,150 | +0,150              |

| Спортсмен        | НОК            | Время  | Ср. скорость (км/ч) |
| ---------------- | -------------- | ------ | ------------------- |
| Каллум Скиннер   | Великобритания | 10,254 | 70,216              |
| Патрик Констейбл | Австралия      | +0,071 | +0,071              |

| Спортсмен       | НОК    | Время  | Ср. скорость (км/ч) |
| --------------- | ------ | ------ | ------------------- |
| Денис Дмитриев  | Россия | 10,141 | 70,998              |
| Рафал Сарнецкий | Польша | +0,036 | +0,036              |

| Спортсмен     | НОК               | Время  | Ср. скорость (км/ч) |
| ------------- | ----------------- | ------ | ------------------- |
| Нджисан Филип | Тринидад и Тобаго | +0,145 | +0,145              |
| Сюй Чао       | Китай             | 10,373 | 69,410              |

| Спортсмен       | НОК        | Время  | Ср. скорость (км/ч) |
| --------------- | ---------- | ------ | ------------------- |
| Джеффри Хогланд | Нидерланды | 10,181 | 70,719              |
| Франсуа Первис  | Франция    | +0,052 | +0,052              |

### Первый отборочный раунд
В каждом отборочном заезде стартовали по 3 человека. Велогонщик, занявший 1-е место проходил в следующий раунд. Проигравшие велогонщики выбывали из борьбы за медали.

| Спортсмен        | НОК               | Время  | Ср. скорость (км/ч) |
| ---------------- | ----------------- | ------ | ------------------- |
| Максимилиан Леви | Германия          | 10,356 | 69,524              |
| Эдди Доукинс     | Новая Зеландия    | +0,024 | +0,024              |
| Нджисан Филип    | Тринидад и Тобаго | +1,429 | +1,429              |

| Спортсмен       | НОК      | Время  | Ср. скорость (км/ч) |
| --------------- | -------- | ------ | ------------------- |
| Фабиан Пуэрта   | Колумбия | 10,272 | 70,093              |
| Рафал Сарнецкий | Польша   | +0,086 | +0,086              |
| Франсуа Первис  | Франция  | +0,607 | +0,607              |

| Спортсмен         | НОК       | Время  | Ср. скорость (км/ч) |
| ----------------- | --------- | ------ | ------------------- |
| Патрик Констейбл  | Австралия | 10,363 | 69,477              |
| Дамиан Желиньский | Польша    | +0,028 | +0,028              |
| Павел Келемен     | Чехия     | +0,378 | +0,378              |

### Второй раунд
Во втором раунде участвовали 12 велогонщиков, разделённые на 6 заездов. Для выхода в следующий раунд необходимо было первым пересечь финишную черту. Проигравшие велогонщики получили шанс пройти дальше через отборочный раунд.
| Спортсмен     | НОК            | Время  | Ср. скорость (км/ч) |
| ------------- | -------------- | ------ | ------------------- |
| Джейсон Кенни | Великобритания | 10,369 | 69,437              |
| Фабиан Пуэрта | Колумбия       | +0,109 | +0,109              |

| Спортсмен        | НОК       | Время  | Ср. скорость (км/ч) |
| ---------------- | --------- | ------ | ------------------- |
| Мэттью Глетцер   | Австралия | 10,166 | 70,824              |
| Максимилиан Леви | Германия  | +0,059 | +0,059              |

| Спортсмен       | НОК        | Время  | Ср. скорость (км/ч) |
| --------------- | ---------- | ------ | ------------------- |
| Грегори Боже    | Франция    | 10,103 | 71,265              |
| Джеффри Хогланд | Нидерланды | +0,121 | +0,121              |

| Спортсмен        | НОК            | Время  | Ср. скорость (км/ч) |
| ---------------- | -------------- | ------ | ------------------- |
| Каллум Скиннер   | Великобритания | 10,359 | 69,504              |
| Патрик Констейбл | Австралия      | +0,021 | +0,021              |

| Спортсмен      | НОК            | Время  | Ср. скорость (км/ч) |
| -------------- | -------------- | ------ | ------------------- |
| Денис Дмитриев | Россия         | 10,102 | 71,273              |
| Сэм Уэбстер    | Новая Зеландия | +0,142 | +0,142              |

| Спортсмен     | НОК      | Время  | Ср. скорость (км/ч) |
| ------------- | -------- | ------ | ------------------- |
| Йоахим Айлерс | Германия | 10,449 | 68,906              |
| Сюй Чао       | Китай    | +0,058 | +0,058              |

### Второй отборочный раунд
В каждом отборочном заезде стартовали по 3 человека. Велогонщик, занявший 1-е место проходил в следующий раунд. Проигравшие велогонщики выбывали из борьбы за медали и отправлялись в классификационный раунд, где разыгрывали места с 9-го по 12-е.

| Спортсмен     | НОК            | Время  | Ср. скорость (км/ч) |
| ------------- | -------------- | ------ | ------------------- |
| Сюй Чао       | Китай          | 10,753 | 66,958              |
| Сэм Уэбстер   | Новая Зеландия | +0,048 | +0,048              |
| Фабиан Пуэрта | Колумбия       | +0,181 | +0,181              |

| Спортсмен        | НОК        | Время  | Ср. скорость (км/ч) |
| ---------------- | ---------- | ------ | ------------------- |
| Патрик Констейбл | Австралия  | 10,456 | 68,859              |
| Максимилиан Леви | Германия   | +0,100 | +0,100              |
| Джеффри Хогланд  | Нидерланды | +0,118 | +0,118              |

### Заезд за 9-е место
| Спортсмен        | НОК            | Время  | Ср. скорость (км/ч) | Итоговое место |
| ---------------- | -------------- | ------ | ------------------- | -------------- |
| Максимилиан Леви | Германия       | 10,275 | 70,072              | 9              |
| Фабиан Пуэрта    | Колумбия       | +0,067 | +0,067              | 10             |
| Джеффри Хогланд  | Нидерланды     | +0,126 | +0,126              | 11             |
| Сэм Уэбстер      | Новая Зеландия | +0,329 | +0,329              | 12             |

### Четвертьфинал
Начиная с четвертьфинала для выхода в следующий раунд необходимо было выиграть два заезда. Проигравшие велогонщики выбывали из борьбы за медали и разыгрывали в классификационном заезде места с 5-го по 8-е.

| Спортсмен        | НОК            | Время  | Время  |
| ---------------- | -------------- | ------ | ------ |
| Джейсон Кенни    | Великобритания | 10,341 | 10,219 |
| Патрик Констейбл | Австралия      | +0,194 | +0,258 |

| Спортсмен      | НОК       | Время  | Время  |
| -------------- | --------- | ------ | ------ |
| Мэттью Глетцер | Австралия | 10,456 | 10,401 |
| Йоахим Айлерс  | Германия  | +0,084 | +0,049 |

| Спортсмен      | НОК            | Время  | Время  |
| -------------- | -------------- | ------ | ------ |
| Каллум Скиннер | Великобритания | 10,299 | 10,212 |
| Сюй Чао        | Китай          | +0,122 | +0,200 |

| Спортсмен      | НОК     | Время  | Время  |
| -------------- | ------- | ------ | ------ |
| Денис Дмитриев | Россия  | 10,202 | 10,166 |
| Грегори Боже   | Франция | +0,063 | +0,213 |

### Заезд за 5-е место
| Спортсмен        | НОК       | Время  | Ср. скорость (км/ч) | Итоговое место |
| ---------------- | --------- | ------ | ------------------- | -------------- |
| Йоахим Айлерс    | Германия  | 10,525 | 68,408              | 5              |
| Сюй Чао          | Китай     | +0,036 | +0,036              | 6              |
| Грегори Боже     | Франция   | +0,153 | +0,153              | 7              |
| Патрик Констейбл | Австралия | +0,215 | +0,215              | 8              |

### Полуфинал
Для выхода в финал велогонщикам необходимо было выиграть два заезда. Проигравшие велогонщики отправлялись в заезд за 3-е место, где определяли обладателя бронзовой награды.
В полуфинале олимпийского турнира встретились велогонщики, которые заняли первые четыре места по итогам квалификационного раунда.

| Спортсмен      | НОК            | Время  | Время  | Время  |
| -------------- | -------------- | ------ | ------ | ------ |
| Джейсон Кенни  | Великобритания | +0,043 | 10,048 | 10,071 |
| Денис Дмитриев | Россия         | 10,139 | +0,032 | +0,302 |

| Спортсмен      | НОК            | Время  | Время  |
| -------------- | -------------- | ------ | ------ |
| Каллум Скиннер | Великобритания | 10,119 | 10,244 |
| Мэттью Глетцер | Австралия      | +0,046 | +0,057 |

### Заезд за 3-е место
| Спортсмен      | НОК       | Время  | Время  |
| -------------- | --------- | ------ | ------ |
| Денис Дмитриев | Россия    | 10,105 | 10,190 |
| Мэттью Глетцер | Австралия | +0,072 | +0,044 |

### Финал
| Спортсмен      | НОК            | Время  | Время  |
| -------------- | -------------- | ------ | ------ |
| Джейсон Кенни  | Великобритания | 10,164 | 9,916  |
| Каллум Скиннер | Великобритания | +0,113 | +0,086 |